# Поппенгаузен (Гессен)
Поппенгаузен (нім. Poppenhausen) — сільська громада в Німеччині, знаходиться в землі Гессен. Підпорядковується адміністративному округу Кассель. Входить до складу району Фульда.
Площа — 40,77 км2. Населення становить 2702 ос. (станом на 31 грудня 2020).